# Salix lasiolepis
Salix lasiolepis (en español: sauce de los arroyos, en inglés: arroyo willow, en náhuatl: quetzalhuexōtl) es una especie dentro del género Salix nativo del oeste y suroeste de Norteamérica, en los Estados Unidos desde el sur de Washington y suroeste de  Idaho hasta el sur de California y Texas, y en México desde Baja California a Coahuila por el este y Jalisco por el sur. Se encuentra en barrancas, en las orillas de las charcas y en humedales.

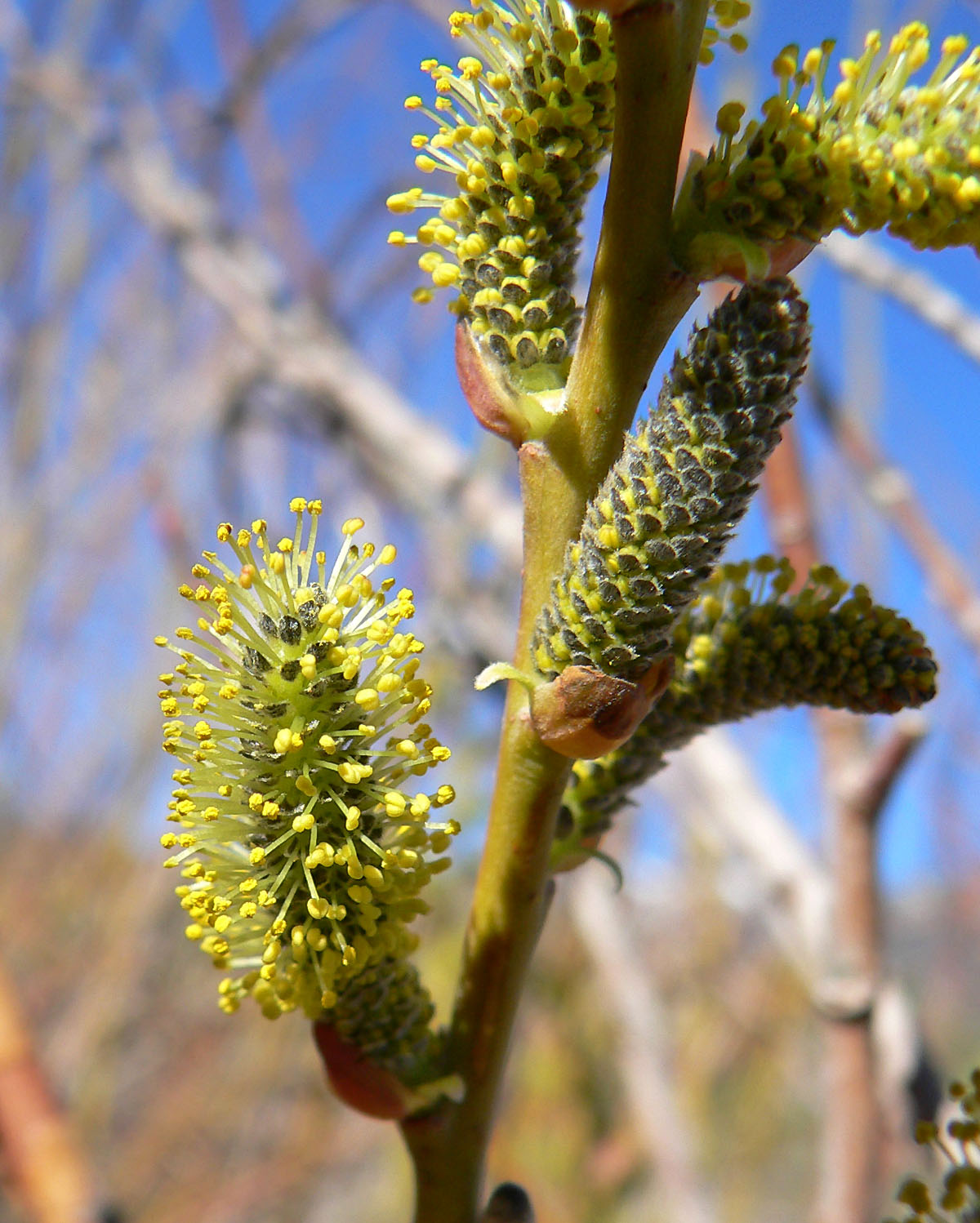
Detalle de los amentos

## Descripción
Es un arbusto grande o árbol pequeño caducifolio llegando a 10 m de alto. Los brotes son de color marrón amarillento, denso melenudo cuando jóvenes. Las hojas son 3.5 a 12.5 cm largos, lanceoladas amplias, verde en el haz, verde glauco en el envés cubierto al principio con pelos blanquecinos a oxidados debajo, los cuales desaparecen gradualmente en el verano. La flores se encuentran en amentos amarillos de 1.5 a 7 cm de largo, producidos a principios de primavera temprano.

## Taxonomía
Populus lasiolepis fue descrita por George Bentham y publicado en Plantas Hartwegianas imprimis Mexicanas 335, en el año 1857.
Etimología
Salix: nombre genérico latino para el sauce, sus ramas y madera.
lasiolepis: epíteto latino compuesto que significa "con escamas lanosas".
Sinonimia
| - Salix bakeri Seemen - Salix bigelovii Torr. - Salix bigelovii var. angustifolia Andersson - Salix bigelovii var. fuscior (Andersson) Andersson - Salix bigelovii var. latifolia Andersson - Salix boiseana A. Nelson - Salix lutea var. nivaria Jeps. - Salix parishii Gand. - Salix sandbergii Rydb. - Salix schaffneri C.K. Schneid. - Salix suksdorfii Gand. |